# Ілі-Казахська автономна область
Ілі-Казахська автономна область (також автономна префектура; каз. ىله قازاق اۆتونومىيالى وبلىسى / Ile Qazaq avtonomııalyq oblysy; кит. трад. 伊犁哈薩克自治州, піньїнь: Yīlí Hāsàkè zìzhìzhōu), — автономна область, розташована на півночі Сіньцзян-Уйгурського автономного району КНР.

## Історія

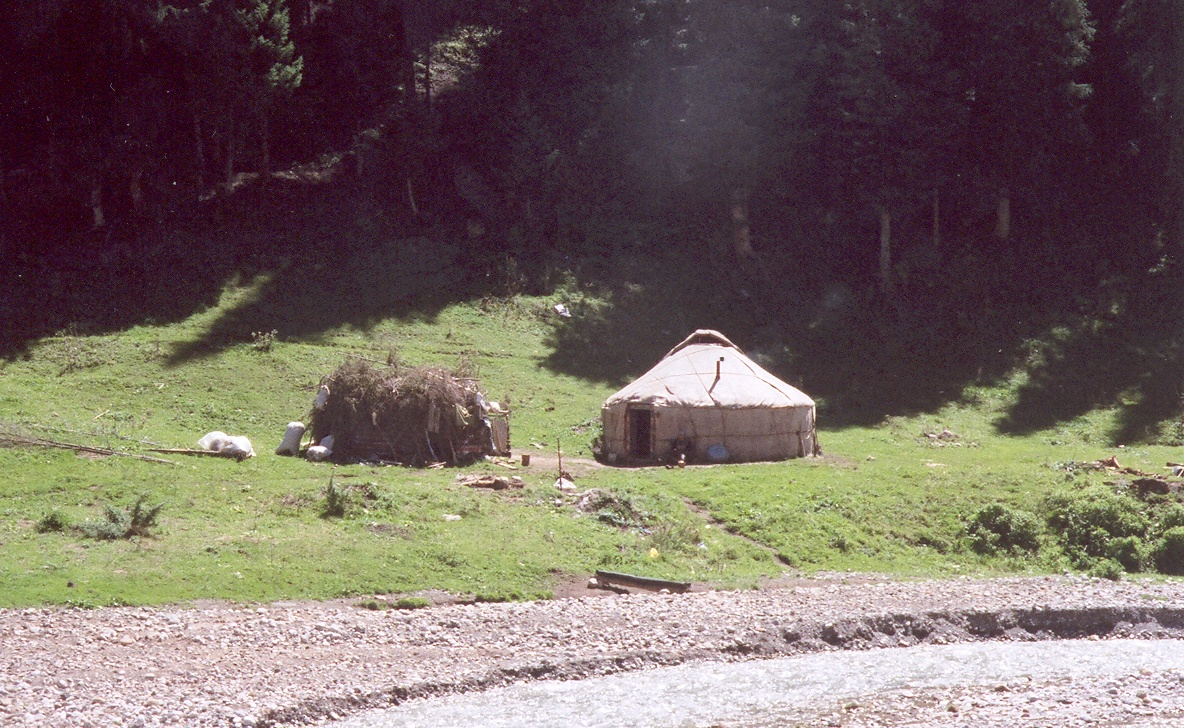
В долині Ілі

Після повного розгрому в 1757 році Джунгарського ханства китайським імператором династії Цін Айсін Ґьоро на цих землях в 1761 році була утворена провінція Сіньцзян (Нові землі). Але в заплаві річки Ілі споконвіку кочували казахи Середнього жуза, котрі, щоб позбавитися від гніту джунгар, прийняли підданство Росії ще в 1740 році. Лише через 100 років територіальні стосунки між Китаєм і Росією врегулював Чугучацький протокол 1864 року, що дозволяв казахським племенам, як і раніше кочувати на цих землях. Але за Лівадійським договором 1879 року Ілійський район, відрізаний хребтами Тянь-Шаня від решти Сіньцзяна, все ж офіційно відійшов до Китаю. Казахам, що не бажають залишатися в Китаї, було запропоновано відкочовувати на російську сторону. Але багато родів залишилися на своїх звичних пасовищах.
У 1916 році сотні тисяч казахів утекли з імперської Росії сюди, рятуючись від примусових окопних робіт і репресій. У роки громадянської війни сюди вирушали з білогвардійцями і багаті казахські аули. У тридцяті роки ще сотні тисяч казахів утекли сюди вже з Радянського Союзу, рятуючись від голоду і політики утисків комуністичного режиму відносно корінного населення, яку проводив Філіп Голощокін, перший секретар Казкрайкома ВКП(б). У 1954 році урядом КНР, враховуючи склад населення, у регіоні була створена Ілі-Казахська автономна область (ІКАО) з центром в Кульджа (Інін). У 1962 році історія повторилася, але у зворотну сторону. Десятки тисяч казахів повернулися з Китаю, протестуючи проти політики загальної китаїзації населення. В наш час[коли?] ІКАО СУАР КНР і незалежний Казахстан підтримують дружні взаємини. 

## Територія і населення
- Головне місто: Кульджа

### Адміністративний поділ
Власне префектура поділяється на 3 міста і 8 повітів (один з них є автономним), але їй також підпорядковані префектури Алтай і Тачен:
| Карта                                                                                            | Карта       | Карта              | Карта            |
| ------------------------------------------------------------------------------------------------ | ----------- | ------------------ | ---------------- |
| ① Хочен ② Їнін Нілка Чапчал-Сибо ③ Кюнес Чжаосу Текес ④ ① Хоргос ② Кульджа ③ Токкузтара ④ Куйтун |             |                    |                  |
| Статус                                                                                           | Назва       | Оригінал           | Населення (2010) |
| Місто                                                                                            | Кульджа     | 伊宁市             | 515 082          |
| Місто                                                                                            | Куйтун      | 奎屯市             | 166 261          |
| Місто                                                                                            | Хоргос      | 霍尔果斯市         | 56 669           |
| Повіт                                                                                            | Їнін        | 伊宁县             | 372 590          |
| Повіт                                                                                            | Кюнес       | 新源县             | 282 718          |
| Повіт                                                                                            | Нілка       | 尼勒克县           | 157 743          |
| Повіт                                                                                            | Текес       | 特克斯县           | 142 718          |
| Повіт                                                                                            | Токкузтара  | 巩留县             | 164 860          |
| Повіт                                                                                            | Хочен       | 霍城县             | 173 641          |
| Повіт                                                                                            | Чжаосу      | 昭苏县             | 148 187          |
| Автономний повіт                                                                                 | Чапчал-Сибо | 察布查尔锡伯自治县 | 171 383          |

### Національний склад населення
- Казахи: 25,4 %
- Китайці (ханьці): 45,2 %
- Уйгури: 15,9 %
- Дунгани: 8,3 %
- Монголи: 1,69 %
- Сибо: 0,83 %